# Lijst van burgemeesters van Sliedrecht
Dit is een lijst van burgemeesters van de Nederlandse gemeente Sliedrecht in de provincie Zuid-Holland.
| Ambtsperiode | Naam burgemeester                 | Partij of stroming | Bijzonderheden                               |
| ------------ | --------------------------------- | ------------------ | -------------------------------------------- |
| 1825 - 1844  | G. van Hattem                     |                    |                                              |
| 1844 - 1883  | J.A. van Hattem                   |                    |                                              |
| 1884 - 1895  | J.A. van Haaften                  |                    |                                              |
| 1895 - 1916  | S.E. Ypeij                        |                    |                                              |
| 1917 - 1931  | J.A. (Koos) Drijber               |                    |                                              |
| 1931 - 1943  | H. Popping                        |                    |                                              |
| 1943 - 1945  | J.P.H. Dhont                      | NSB                | door de Duitse bezetter aangesteld           |
| 1945 - 1946  | H. Popping                        |                    |                                              |
| 1947 - 1954  | J.H. Winkler                      |                    |                                              |
| 1955 - 1960  | Pieter (P.) Feitsma               | PvdA               |                                              |
| 1960 - 1974  | Christiaan (Chr.) van Hofwegen    | PvdA               |                                              |
| 1974 - 1987  | Wim (W.) Hendriks                 | PvdA               |                                              |
| 1987 - 1991  | Chris (Ch.Th.) Spijkerboer        | PvdA               |                                              |
| 1991 - 2001  | Corstiaan (C.A.) Kleijwegt        | PvdA               |                                              |
| 2002 - 2012  | Martin (M.C.) Boevée              | PvdA               | op 1 april 2012 met vervroegd pensioen (FPU) |
| 2011 - 2012  | Tonny (A.G.M.) van de Vondervoort | PvdA               | van 2011 tot 27 november 2012 waarnemer      |
| 2012 - 2020  | Bram (A.P.J.) van Hemmen          | CDA                |                                              |
| 2020 - 2021  | Dirk (D.R.) van der Borg          | CDA                | waarnemend                                   |
| 2021 - heden | Jan (J.M.) de Vries               | CDA                |                                              |